# Maḩmūdābād (ort i Qazvin)
Maḩmūdābād (persiska: Maḩmūdīān, مَحموديان, محمود آباد) är en ort i Iran.   Den ligger i provinsen Qazvin, i den nordvästra delen av landet, 110 km väster om huvudstaden Teheran. Maḩmūdābād ligger 1 180 meter över havet och antalet invånare är 525.
Terrängen runt Maḩmūdābād är platt. Runt Maḩmūdābād är det ganska tätbefolkat, med 108 invånare per kvadratkilometer. Närmaste större samhälle är Abyek, 19,6 km öster om Maḩmūdābād. Trakten runt Maḩmūdābād består till största delen av jordbruksmark.